# Jagdgeschwader 232
Das Jagdgeschwader 232 war ein Verband der Luftwaffe der Wehrmacht vor dem Zweiten Weltkrieg.

## Geschichte
Die I. Gruppe des Jagdgeschwaders 232 bildete sich am 1. April 1936 in Bernburg. (Lage) Ein Geschwaderstab oder weitere Gruppen existierten nicht. Die I. Gruppe war mit der Arado Ar 65, der Arado Ar 68E/F und der Heinkel He 51A/B ausgestattet.
Am 20. April 1937 firmierte die I. Gruppe in die I. Gruppe des Jagdgeschwaders 137 um. Damit hatte das Geschwader aufgehört zu bestehen.

## Gruppenkommandeure
I. Gruppe
- Major Bruno Loerzer, 1. April 1936 bis 28. Februar 1937[2]
- Oberstleutnant Georg Weiner, 1. März 1937 bis 20. April 1937[3]

## Bekannte Geschwaderangehörige
- Max-Josef Ibel (1896–1981), war von 1957 bis 1961, als Brigadegeneral der Luftwaffe der Bundeswehr, Kommandeur der 1. Luftverteidigungs-Division